# ماريان مارين
ماريان مارين (بالرومانية: Marian Marin)‏ (11 سبتمبر 1987 في رومانيا - ) هو لاعب كرة قدم روماني في مركز الدفاع. لعب مع نادي بترولول بلويشتي ونادي براشوف وكونكورديا كياجنا وFCM Dunărea Galați ‏ وAFC Fortuna Poiana Câmpina ‏ وCSM Roman ‏.

## وصلات خارجية
- ماريان مارين على موقع قاعدة بيانات كرة القدم.إي يو (الإنجليزية)
- ماريان مارين على موقع Soccerway.com (الإنجليزية)